# Becske
Becske är en ort (by) i provinsen Nógrád i norra Ungern. Orten har 483 invånare (2024), på en yta av 15,66 km². Den ligger cirka 19,5 kilometer sydost om Balassagyarmat.